# Коршунович Сергій Григорович
Коршуно́вич Сергі́й Григо́рович (нар. 20 жовтня 1912 — 19 грудня 1964) — учасник Другої світової війни, командир дивізіону торпедних катерів, капітан II рангу, Герой Радянського Союзу (1944).

## Біографія
Народився 20 жовтня 1912 року в селі Таборівка Вознесенського району Миколаївської області. Українець. Член ВКП(б) з 1940 року. Закінчив неповну середню школу.
У військово-морському флоті з 1930 року. У 1934 році закінчив Військово-морське училище імені М. В. Фрунзе. Був командиром торпедного катера на Червонопрапорному Балтійському та Північному флотах. Після закінчення Вищих спеціальних курсів командного складу командував ланкою торпедних катерів на Північному флоті.
Учасник німецько-радянської війни з 1941 року. 2-й дивізіон торпедних катерів бригади торпедних катерів Північного флоту під командуванням капітана 2-го рангу С. Г. Коршуновича здійснив 9 виходів на мінні постановки, потопив 32 ворожих судна.
У жовтні 1944 року під час проведення операції по визволенню Заполяр'я С. Г. Коршунович керував проривом торпедних катерів у ворожу базу, розташовану в гавані фінського порту Ліінахамарі (тепер населений пункт Печенгського району Мурманської області) і висадкою десантів морських піхотинців, які вирішили успіх бою за селище Петсамо (нині селище міського типу Печенга Мурманської області). Вдало оминувши вогонь ворожих берегових батарей, торпедні катери дивізіону С. Г. Коршуновича без втрат вийшли із зони обстрілу.
Після війни продовжував службу у ВМФ СРСР. У 1950 році закінчив командний факультет Військово-морської академії імені К. Є. Ворошилова. З 1958 року капітан І рангу С. Г. Коршунович — в запасі.
Помер 19 грудня 1964 року в місті Севастополь.

## Нагороди
Указом Президії Верховної Ради СРСР від 5 листопада 1944 року капітану II рангу Коршунович Сергію Григоровичу присвоєне звання Героя Радянського Союзу з врученням ордена Леніна і медалі «Золота Зірка» (№ 5060).
Також нагороджений орденом Леніна, трьома орденами Червоного Прапора, двома орденами Вітчизняної війни 1-го ступеня, орденом Червоної Зірки, медалями, а також Військово-морським хрестом США.

## Пам'ять
Ім'ям С. Г. Коршуновича в часи СРСР було названо траулер морського флоту.
У Севастополі на будинку, в якому жив С. Г. Коршунович, встановлена меморіальна дошка.
У Вознесенську на його честь названа вулиця